# 2012 Idol Star Athletics – Swimming Championships
2012 Idol Star Athletics – Swimming Championships (kor. 아이돌 스타 육상·수영선수권대회) – czwarta edycja ISAC. Zawody odbyły się 8 stycznia 2012 roku w Jamsil Arena w Seulu (Korea Południowa) i były transmitowane przez stację MBC 24 stycznia 2012 roku (2 odcinki). 150 zawodników podzielonych na 16 drużyn konkurowało ze sobą w 10 konkurencjach lekkoatletycznych i 2 pływackich.

## Zawodnicy
- Drużyna A: BEAST, G.NA, 4minute
- Drużyna B: Koyote, Mighty Mouth, Jang Dong-min, Baek Chung-kang, Shayne
- Drużyna C: Infinite, After School
- Drużyna D: Miss A, U-KISS
- Drużyna E: Rainbow, B1A4
- Drużyna F: Sistar, Boyfriend
- Drużyna G: Kim Kyung-jin
- Drużyna H: Andy, Brown Eyed Girls, Teen Top
- Drużyna I: Yoo Sang-moo, Girl’s Day, RaNia
- Drużyna J: Tim, Secret, 8Eight, Dal Shabet
- Drużyna K: ZE:A, Jewelry, Nine Muses
- Drużyna L: Apink, NS Yoon-G
- Drużyna M: MBLAQ, T-ara, Davichi, Hong Jin-young
- Drużyna X: LEDApple
- Drużyna Y: Dalmatian
- Drużyna Z: Norazo, Marco

## Zwycięzcy

### Mężczyźni

#### Lekkoatletyka
| Konkurencja                   | złoto                                                                        | złoto  | srebro                                                                                           | srebro | brąz                                                                | brąz   |
| ----------------------------- | ---------------------------------------------------------------------------- | ------ | ------------------------------------------------------------------------------------------------ | ------ | ------------------------------------------------------------------- | ------ |
| 50 m                          | Drużyna E Baro (B1A4)                                                        | 6,39 s | Drużyna K Dongjun (ZE:A)                                                                         | 6,43 s | Drużyna C Hoya (INFINITE)                                           | 6,53 s |
| 50 m przez płotki             | Drużyna K Dongjun (ZE:A)                                                     | 7,83 s | Drużyna C Woohyun (INFINITE)                                                                     | 7,96 s | Drużyna F Donghyun (Boyfriend)                                      | 8,20 s |
| Sztafeta 4 × 50 metrów chodem | Drużyna A Yoseob (BEAST) Dongwoon (BEAST) Doojoon (BEAST) Junhyung (BEAST)   |        | Drużyna B & G Sangchu (Mighty Mouth) Kim Kyung-jin Kim Jong-min (Koyote) Shorry J (Mighty Mouth) |        | Drużyna M G.O (MBLAQ) Thunder (MBLAQ) Mir (MBLAQ) Lee Joon (MBLAQ)  |        |
| Sztafeta 4 × 100 metrów       | Drużyna C L (INFINITE) Dongwoo (INFINITE) Woohyun (INFINITE) Hoya (INFINITE) |        | Drużyna K Lee Hoo (ZE:A) Hyungsik (ZE:A) Heechul (ZE:A) Dongjun (ZE:A)                           |        | Drużyna D Dongho (U-KISS) AJ (U-KISS) Kiseop (U-KISS) Hoon (U-KISS) |        |
| Skok wzwyż                    | Drużyna H Niel (Teen Top)                                                    | 1,65 m | Drużyna H Ricky (Teen Top)                                                                       | 1,60 m |                                                                     |        |
| Skok wzwyż                    | Drużyna H Niel (Teen Top)                                                    | 1,65 m | Drużyna E Sandeul (B1A4)                                                                         | 1,60 m |                                                                     |        |

#### Pływanie
| Konkurencja          | złoto                             | złoto   | srebro                       | srebro  | brąz            | brąz    |
| -------------------- | --------------------------------- | ------- | ---------------------------- | ------- | --------------- | ------- |
| 50 m stylem dowolnym | Drużyna B Shorry J (Mighty Mouth) | 33,77 s | Drużyna Y Daniel (Dalmatian) | 33,96 s | Drużyna Z Marco | 36,69 s |

### Kobiety

#### Lekkoatletyka
| Konkurencja                   | złoto                                                                 | złoto  | srebro                                                                                 | srebro  | brąz                                                                                         | brąz    |
| ----------------------------- | --------------------------------------------------------------------- | ------ | -------------------------------------------------------------------------------------- | ------- | -------------------------------------------------------------------------------------------- | ------- |
| 50 m                          | Drużyna J Gaeun (Dal Shabet)                                          | 7,62 s | Drużyna K Eunji (Nine Muses)                                                           | 13,56 s | Drużyna F Bora (SISTAR)                                                                      | 18,69 s |
| 50 m przez płotki             | Drużyna L Bomi (Apink)                                                | 9,82 s | Drużyna F Bora (SISTAR)                                                                | 9,92 s  | Drużyna J Gaeun (Dal Shabet)                                                                 | 10,12 s |
| Sztafeta 4 × 50 metrów chodem | Drużyna F Bora (SISTAR) Hyolyn (SISTAR) Dasom (SISTAR) Soyou (SISTAR) |        | Drużyna M Kang Min-kyung (Davichi) Qri (T-ara) Lee Hae-ri (Davichi) Hyomin (T-ara)     |         | Drużyna A G.NA Nam Ji-hyun (4minute) Jiyoon (4minute) Sohyun (4minute)                       |         |
| Sztafeta 4 × 100 metrów       | Drużyna F Hyolyn (SISTAR) Dasom (SISTAR) Soyou (SISTAR) Bora (SISTAR) |        | Drużyna K Eunji (Nine Muses) Yewon (Jewelry) Kyungri (Nine Muses) Lee Sem (Nine Muses) |         | Drużyna C Jooyeon (After School) Kahi (After School) Lizzy (After School) Uee (After School) |         |
| Skok wzwyż                    | Drużyna C Kahi (After School)                                         | 1,25 m | Drużyna L NS Yoon-G                                                                    | 1,20 m  | Drużyna I Minah (Girl’s Day)                                                                 | 1,15 m  |

#### Pływanie
| Konkurencja          | złoto                     | złoto   | srebro                 | srebro  | brąz                         | brąz    |
| -------------------- | ------------------------- | ------- | ---------------------- | ------- | ---------------------------- | ------- |
| 50 m stylem dowolnym | Drużyna E Woori (Rainbow) | 44,41 s | Drużyna I T-ae (Rania) | 46,98 s | Drużyna K Minha (Nine Muses) | 47,70 s |

## Klasyfikacja
| Pozycja | Drużyna   | Złoto | Srebro | Brąz | Razem |
| ------- | --------- | ----- | ------ | ---- | ----- |
| 1       | Drużyna C | 2     | 1      | 2    | 5     |
| 1       | Drużyna F | 2     | 1      | 2    | 5     |
| 2       | Drużyna E | 2     | 1      | 0    | 3     |
| 3       | Drużyna K | 1     | 4      | 1    | 6     |
| 4       | Drużyna B | 1     | 1      | 0    | 2     |
| 4       | Drużyna H | 1     | 1      | 0    | 2     |
| 4       | Drużyna L | 1     | 1      | 0    | 2     |
| 5       | Drużyna A | 1     | 0      | 1    | 2     |
| 5       | Drużyna J | 1     | 0      | 1    | 2     |
| 6       | Drużyna I | 0     | 1      | 1    | 2     |
| 6       | Drużyna M | 0     | 1      | 1    | 2     |
| 7       | Drużyna G | 0     | 1      | 0    | 1     |
| 7       | Drużyna Y | 0     | 1      | 0    | 1     |
| 8       | Drużyna D | 0     | 0      | 1    | 1     |
| 8       | Drużyna Z | 0     | 0      | 1    | 1     |

## Oglądalność
| No. | Data emisji | TNmS  | TNmS  | AGB Nielsen | AGB Nielsen |
| No. | Data emisji | Kraj  | Seul  | Kraj        | Seul        |
| --- | ----------- | ----- | ----- | ----------- | ----------- |
| 1   | 2012.01.24  | 9,8%  | 13,3% | 10,1%       | 12,0%       |
| 2   | 2012.01.24  | 11,3% | 14,2% | 12,4%       | 14,6%       |